# جون ميرلو
جون ميرلو (بالإنجليزية: John Merlo)‏ هو سياسي أمريكي، ولد في 1912 في شيكاغو في الولايات المتحدة، وتوفي في 9 أغسطس 1992. حزبياً، نشط في الحزب الديمقراطي. وقد انتخب عضو مجلس نواب إلينوي.